# Primera División de México (1982/1983)
Rozgrywki 1982/1983 były 81. sezonem w historii ligi meksykańskiej, a 41. sezonem w historii profesjonalnej ligi meksykańskiej. Tytułu mistrzowskiego broniło Tigres UANL.

## Faza grupowa

### Grupa 1
| Lp. | Klub              | M  | Z  | R  | P  | B+ | B- | Pkt. | Uwagi        |
| --- | ----------------- | -- | -- | -- | -- | -- | -- | ---- | ------------ |
| 1   | Atlante FC        | 38 | 18 | 11 | 9  | 66 | 46 | 47   | Ćwierćfinały |
| 2   | Atlético Potosino | 38 | 13 | 10 | 15 | 45 | 60 | 36   | Ćwierćfinały |
| 3   | Club Atlas        | 38 | 10 | 13 | 15 | 44 | 58 | 33   |              |
| 4   | Club Necaxa       | 38 | 8  | 16 | 14 | 50 | 61 | 32   |              |
| 5   | CF Monterrey      | 38 | 9  | 13 | 16 | 33 | 47 | 31   |              |

### Grupa 2
| Lp. | Klub              | M  | Z  | R  | P  | B+ | B- | Pkt. | Uwagi        |
| --- | ----------------- | -- | -- | -- | -- | -- | -- | ---- | ------------ |
| 1   | Club América      | 38 | 26 | 9  | 3  | 69 | 27 | 61   | Ćwierćfinały |
| 2   | Guadalajara       | 38 | 13 | 14 | 11 | 44 | 37 | 40   | Ćwierćfinały |
| 3   | Club León         | 38 | 12 | 13 | 13 | 52 | 63 | 37   |              |
| 4   | Toros Neza        | 38 | 11 | 13 | 14 | 47 | 48 | 35   |              |
| 5   | Tampico Madero FC | 38 | 12 | 9  | 17 | 49 | 61 | 33   |              |

### Grupa 3
| Lp. | Klub              | M  | Z  | R  | P  | B+ | B- | Pkt. | Uwagi        |
| --- | ----------------- | -- | -- | -- | -- | -- | -- | ---- | ------------ |
| 1   | Deportivo Toluca  | 38 | 17 | 10 | 11 | 62 | 43 | 44   | Ćwierćfinały |
| 2   | Estudiantes Tecos | 38 | 15 | 11 | 12 | 55 | 52 | 41   | Ćwierćfinały |
| 3   | Cruz Azul         | 38 | 10 | 15 | 13 | 41 | 39 | 35   |              |
| 4   | Oaxtepec          | 38 | 12 | 8  | 18 | 55 | 63 | 32   |              |
| 5   | Zacatepec         | 38 | 6  | 18 | 14 | 30 | 39 | 30   | Spadek       |

### Grupa 4
| Lp. | Klub              | M  | Z  | R  | P  | B+ | B- | Pkt. | Uwagi        |
| --- | ----------------- | -- | -- | -- | -- | -- | -- | ---- | ------------ |
| 1   | Puebla FC         | 38 | 15 | 15 | 8  | 53 | 39 | 45   | Ćwierćfinały |
| 2   | U. de Guadalajara | 38 | 15 | 13 | 10 | 53 | 48 | 43   | Ćwierćfinały |
| 3   | Pumas UNAM        | 38 | 14 | 10 | 14 | 53 | 43 | 38   |              |
| 4   | U.A.N.L.          | 38 | 12 | 13 | 13 | 47 | 53 | 37   |              |
| 5   | Morelia           | 38 | 11 | 8  | 19 | 35 | 56 | 30   |              |

## Finały

### Ćwierćfinały
|  | América | 2 – 0 | Atlético Potosino | Meksyk |
|  |         |       |                   |        |

|  | Atlético Potosino | 0 – 4 | América | San Luis Potosí |
|  |                   |       |         |                 |

|  | Atlante | 1 – 3 | Guadalajara | Cancún |
|  |         |       |             |        |

|  | Guadalajara | 3 – 0 | Atlante | Guadalajara |
|  |             |       |         |             |

|  | Puebla | 1 – 2 | Estudiantes Tecos | Puebla |
|  |        |       |                   |        |

|  | Estudiantes Tecos | 1 – 5 | Puebla | Guadalajara |
|  |                   |       |        |             |

|  | Toluca | 0 – 2 | U de Guadalajara | Toluca |
|  |        |       |                  |        |

|  | U de Guadalajara | 2 – 3 | Toluca | Guadalajara |
|  |                  |       |        |             |

### Półfinały
|  | América | 2 – 1 | Guadalajara | Meksyk |
|  |         |       |             |        |

|  | Guadalajara | 3 – 0 | América | Guadalajara |
|  |             |       |         |             |

|  | Puebla | 0 – 1 | U de Guadalajara | Puebla |
|  |        |       |                  |        |

|  | U de Guadalajara | 2 – 4 | Puebla | Guadalajara |
|  |                  |       |        |             |

### Finał
|  | Guadalajara | 2 – 1 | Puebla | Guadalajara |
|  |             |       |        |             |

|  | Puebla | 1 – 0 k. 7-6 | Guadalajara | Puebla |
|  |        |              |             |        |